# Fridericia limae
Fridericia limae là một loài thực vật có hoa trong họ Chùm ớt. Loài này được (A.H.Gentry) mô tả khoa học đầu tiên năm 2010.